# Retrat de Joan I de Castella
El retrat de Joan I és una pintura a l'oli sobre llenç obra del pintor espanyol Vicente Arbiol y Rodríguez creada vers l'any 1848 que va quedar integrada en una sèrie cronològica de retrats dels antics reis d'Espanya. Aquests retrat i els altres servien per a acomplir un encàrrec de la reina Isabel II d'Espanya realitzada al Museu del Prado de pintar una genealogia iconogràfica dels reis d'Espanya. En el cas d'Arbiol, el seu representa una imatge del rei Joan I de Castella.
Es conserva en dipòsit al Congrés dels Diputats a Madrid. Procedeix de la Col·lecció Reial i està catalogat pel Museu del Prado amb la referència P06904.

## Història

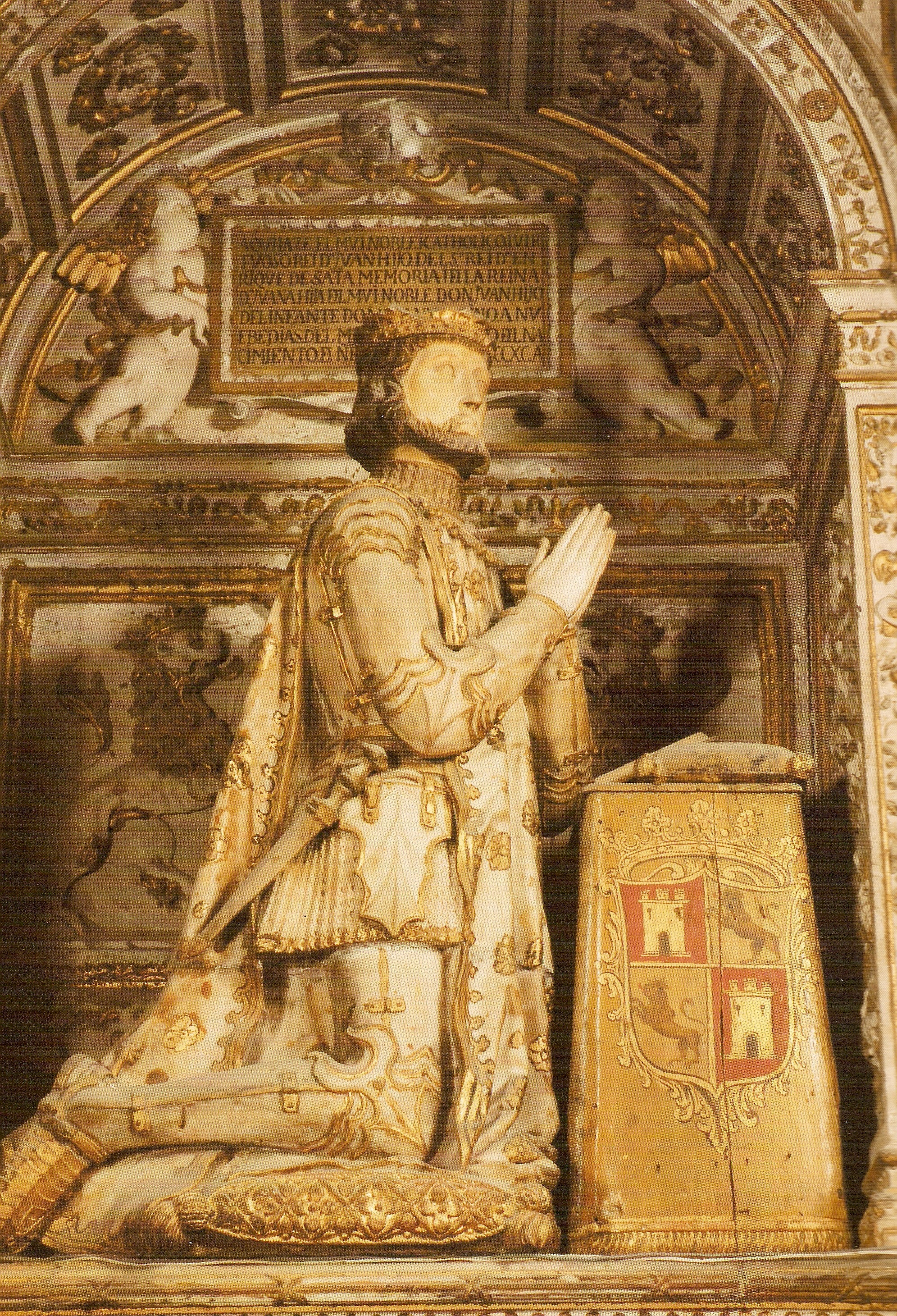
Estàtua del sepulcre de Joan I a la capella de Reyes Nuevos a la catedral de Toledo, en què s'hauria basat l'obra d'Arbiol.

El 1847, el director del Museu del Prado, el pintor José de Madrazo, va rebre l'encàrrec de la reina Isabel II de dur a terme una genealogia iconogràfica dels seus avantpassats reials. Aquests projecte tenia un objectiu polític de legitimar els seus drets com a reina d'Espanya en una època en què hi havia una lluita en contra del poder de la dona. Madrazo va reunir per a l'execució de la sèrie a un nombre considerable d'artistes, tant de reconeguts com de novells, en tot cas gairebé tots ells formaven part del cercle protector de Madrazo. Els llenços d'aquesta sèrie van ser coneguts ja des del segle xix com Sèrie Cronològica dels Reis d'Espanya, i va quedar constituïda finalment per un total de 87 retrats, tots ells amb les mateixes mides segons les prescripcions del mateix Madrazo, si bé, posteriorment, a causa de nous emmarcaments o muntatges han variat lleugerament les seves dimensions o format. La immensa majoria d'ells té a la seva vora inferior una banda on consta el nom del monarca i la data de la seva mort.

## Descripció
L'obra representa al rei de Castella Joan I (Épila, 1358 - Alcalá de Henares, 1390), membre de la dinastia Trastàmara, successor d'Enric II i predecessor d'Enric III. El monarca és l'element central de la composició, Arbiol el vesteix d'armadura, clara referència a la condició i a la vida guerrera del rei castellà. Sosté el ceptre amb la seva mà dreta i l'esquerra la recolza sobre una taula sobre la qual hi ha una sèrie de pergamins. A més hi ha representats altres elements com la corona i una condecoració. El fons del quadre representa una catedral gòtica, ricament decorada. Pel que fa a la cara, Arbiol l'hauria realitzat a partir d'una còpia de l'estàtua jacent del monarca a la capella de Reyes Nuevos de la catedral de Toledo, després que el 5 d'agost de 1848, el director del museu, Madrazo, demanés a l'arquebisbe dibuixos i mascares de guix que serveixin com a verae efigies dels reis. A la seva vora inferior hi ha una banda fosca on figura el nom dle monarca i la data de la seva mort.